# ガンジス (映像企画会社)
株式会社ガンジス（GANSIS, Inc.）は、かつて存在したアニメーションや実写などの企画を主な事業内容とする日本の企業である。2016年度決算時点ではIGポートの関連会社。

## 概要・沿革
キングレコードの取締役である大月俊倫が設立したアニメーション企画会社である。設立にあたっては石川光久（Production I.G代表取締役社長）、下地志直（ジーベック取締役社長）から支援を受けている。
スターチャイルド製作作品の企画およびプロデュースを中心に活動した。Production I.G及びIGポートの関連会社にありながら、手がけた作品のアニメーション制作は所属プロデューサーの川崎とも子（J.C.STAFF出身）が代表取締役を務めていたZEXCSや関連会社のfeel.が手掛けることが多かった。
かつては東京都三鷹市にオフィスを構えていたが、スターチャイルドの運営終了を機に大月がキングレコードを退職し、事業を停止。登記上の所在地を茨城県に移した。その後、大月がアニメ・実写業界を完全に退いたため、2018年3月23日付で事業清算し、法人格が消滅した。

## 主な参加作品
- アキハバラ電脳組（1998年、制作協力）
- 彼氏彼女の事情（1998年、製作）
- 快傑蒸気探偵団 TV ANIMATION SERIES（1998年、企画協力）
- フルーツバスケット（2001年、企画協力）
- シスター・プリンセスシリーズ
  - シスター♥プリンセス（2001年、制作協力）
  - シスター・プリンセス RePure（2002年、制作協力）
- 朝霧の巫女（2002年、カオスプロジェクトと共同制作）
- プリンセスチュチュ（2002年、企画）
- 奇鋼仙女ロウラン（2002年、企画・原作）
- D.C. 〜ダ・カーポ〜（2003年、制作協力）
- 超星神グランセイザー（2003年、企画協力）- ガンジス史上初の実写作品への関与となる作品。以降の「超星神シリーズ」にも参加。制作は超星神シリーズ全作品一貫して東宝と読売広告社の担当。
- BPS バトルプログラマーシラセ（2003年、企画）
- 鉄人28号（2004年、制作）
- 双恋（2004年、企画協力）
- ジンキ・エクステンド（2005年、制作）
- 魔法先生ネギま!（2005年、企画協力）
- ぱにぽにだっしゅ!（2005年、SHAFTと共同制作）
- D.C.S.S. 〜ダ・カーポ セカンドシーズン〜（2005年、企画・制作）
- となグラ!（2006年、企画協力）
- 乙女はお姉さまに恋してる（2006年、企画・制作）
- ネギま!?（2006年、SHAFTと共同制作）
- がくえんゆーとぴあ まなびストレート!（2007年、企画協力）
- ながされて藍蘭島（2007年、企画協力・制作）
- 最終試験くじら（2007年、企画協力）
- D.C.II 〜ダ・カーポII〜（2007年、企画協力）
- 薬師寺涼子の怪奇事件簿（2008年、制作）
- 屍姫シリーズ
  - 屍姫 赫（2008年、企画協力・制作）
  - 屍姫 玄（2009年、企画協力・制作）
- 夏のあらし!（2009年、制作協力）
- かなめも（2009年、企画協力・制作）
- はなまる幼稚園（2010年、制作協力）
- ちゅーぶら!!（2010年、企画・制作）
- kiss×sis（2010年、企画協力・制作）
- 荒川アンダー ザ ブリッジ（2010年、協力）
- ヨスガノソラ（2010年、企画協力・制作）
- お兄ちゃんのことなんかぜんぜん好きじゃないんだからねっ!!（2011年、企画協力・制作）
- パパのいうことを聞きなさい!（2012年、企画協力・制作）
- 失われた未来を求めて（2014年、企画協力・制作）